# Hotel Zum Schwarzen Adler (Czernowitz)

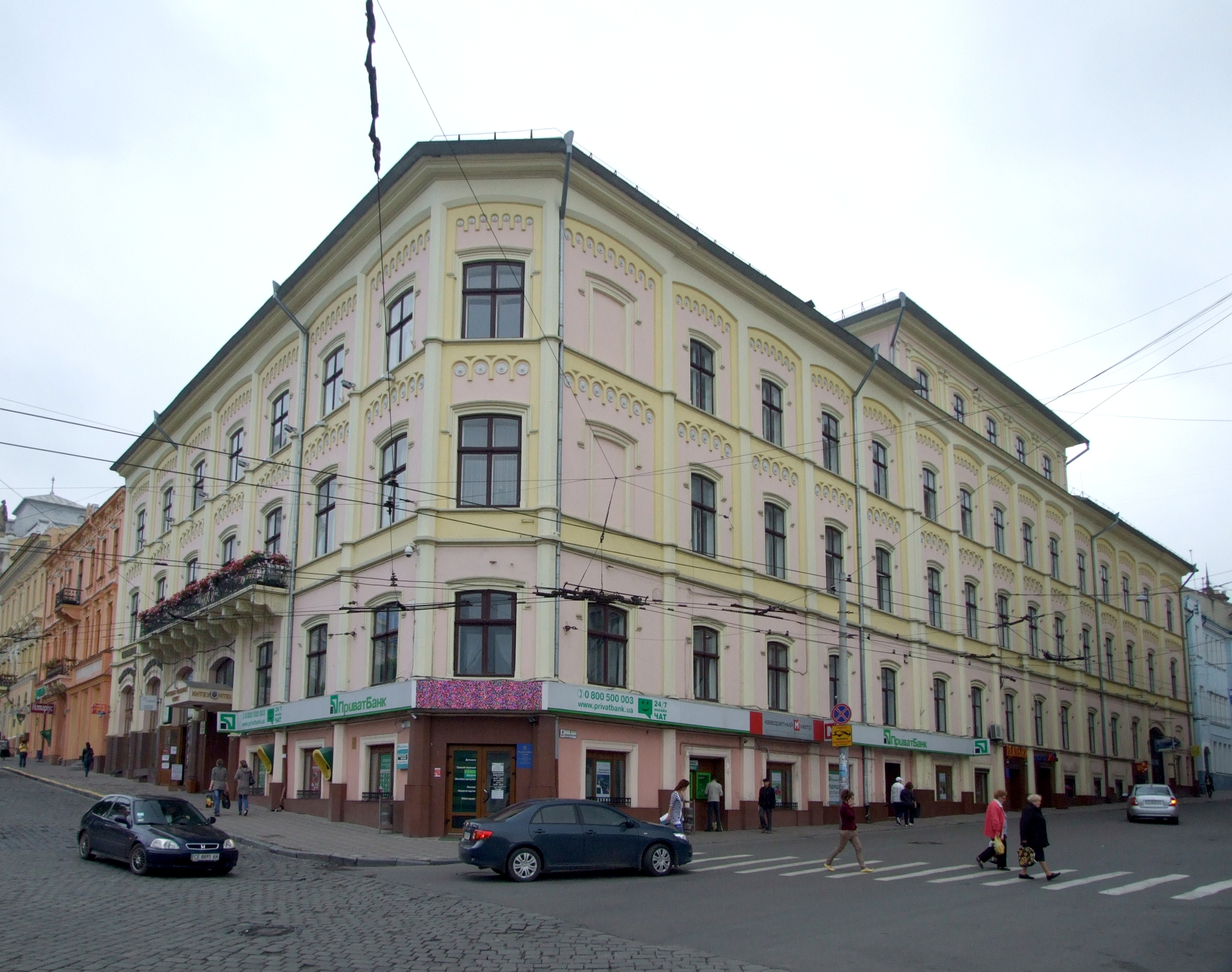
Hotel „Zum Schwarzen Adler“

Das Hotel „Zum Schwarzen Adler“ (rumänisch Hotel „Pajura Neagra“) war eines der ältesten Hotels in Czernowitz.

## Geschichte

### Bau
Das Hotel wurde in den Jahren 1862/63 von Samuel Schätz erbaut und von Johann Weiss für die ersten sechs Jahre gepachtet. Das Hotel diente als Grand Hotel und galt als bevorzugte Adresse für hochrangige Besucher der Stadt, darunter Präsidenten von Handelskammern, Ministerialbeamte, Bankdirektoren und Militärs. Das Hotel befand sich an der Ecke Ringplatz 5/Tempelgasse 1, einer prominenten Lage im Zentrum von Czernowitz. Es war Teil eines architektonischen Ensembles am Ringplatz, das seit Ende der 1840er-Jahre entstand. Zu den Nachbargebäuden zählten das Rathaus, das Hotel Bellevue und die Sparkasse. Die zentrale Lage und die repräsentative Architektur machten den „Schwarzen Adler“ zu einem Wahrzeichen der Stadt. Das Erdgeschoss des Gebäudes beherbergte ein Restaurant, ein Café und eine Bar. Zusätzlich waren im Gebäude diverse Geschäfte untergebracht, die in ihren Anzeigen mit dem prestigeträchtigen Hotelnamen warben. Dazu gehörten der Uhrmacher Salomon Ehrlich sowie Modegeschäfte wie Teitler & Sternberg und Heinrich Seklers „À la Ville de Paris“.
Im Jahr 1904 wurde das Hotel umfassend renoviert. Die Czernowitzer Allgemeine Zeitung berichtete, dass ein „eleganter Badesalon“ für die Gäste eingerichtet wurde. Zudem wurden die Salons und Säle des Hotels modernisiert, um Festabende, Diners, Soupers, Hochzeiten und andere Veranstaltungen in stilvollem Ambiente zu ermöglichen. Das Hotel erlangte dadurch einen Ruf als exklusiver Treffpunkt für gehobene gesellschaftliche und geschäftliche Anlässe.

### Nutzung bis ins 21. Jahrhundert
Durch seinen Ruf als Grand Hotel zog der „Schwarze Adler“ regelmäßig prominente Gäste an, darunter Vertreter aus Politik, Wirtschaft und Militär. Die zentrale Lage und die Nähe zu anderen wichtigen Gebäuden wie dem Rathaus trugen zu seiner Bedeutung bei. Auch während der rumänischen Zeit nach dem Ersten Weltkrieg wurde der Hotelbetrieb fortgeführt. Auf dem Dach des Gebäudes prangte eine großformatige Werbeaufschrift mit der Aufschrift „Philips Radio“.  Das Gebäude dient heutzutage als Filiale der „Privatbank“. Außerdem befinden sich dort universitär genutzte Räume der Wirtschaftswissenschaften, ein Zahnarzt sowie die „Kredobank“.

## Berühmte Gäste des Hotels
- Mihai Eminescu (1850–1889), rumänischer Dichter
- Mihail Kogălniceanu (1817–1891), rumänischer Politiker, Historiker und Publizist
- Constantin von Flondor (1889–1942), rumänischer Jurist und Diplomat